# 32e cérémonie des Oscars

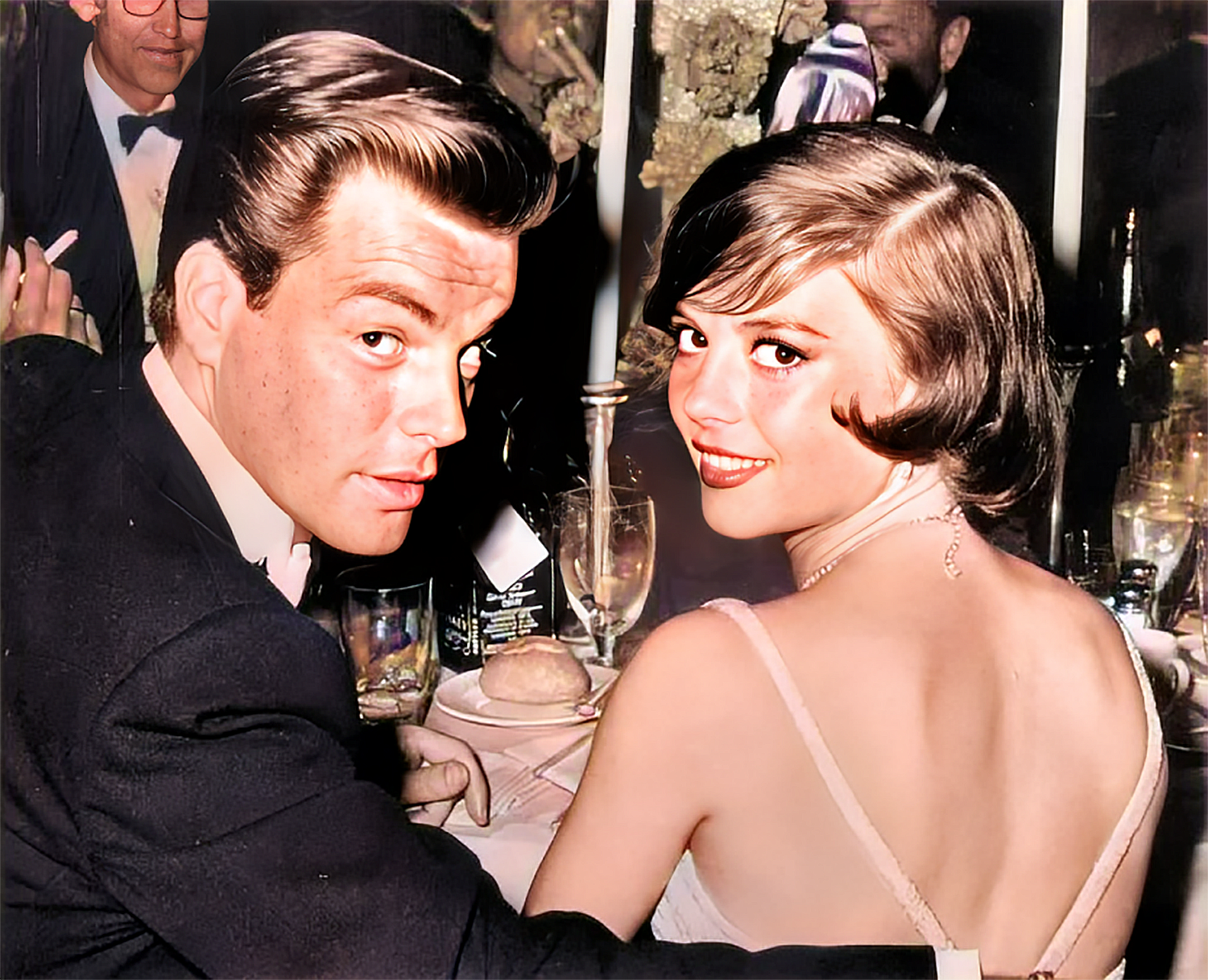
Robert Wagner et Natalie Wood lors du diner de la cérémonie des Oscars.

La 32e cérémonie de remise des Oscars du cinéma, récompensant les films sortis en 1959, s'est déroulée  le lundi 4 avril 1960 au RKO Pantages Theatre d'Hollywood et a été diffusée sur NBC.
Le grand gagnant de la soirée a été sans conteste Ben-Hur avec onze Oscars (dépassant les dix récompenses de  Gigi l’année précédente), record qui ne sera égalé qu’en 1998 par Titanic de James Cameron, et en 2004 par Le Seigneur des Anneaux : le Retour du Roi de Peter Jackson.

## Cérémonie
- Maitre de cérémonie : Bob Hope
- Dialogues : Richard Breen, Hal Kanter, Jack Rose, Melville Shavelson
- Direction musicale : Andre Prévin
- Production : Arthur Freed et Alan Handley
- Réalisation (NBC) : Alan Handley

## Palmarès
Note : Les lauréats sont indiqués ci-dessous en premier de chaque catégorie et en caractères gras.

### Meilleur film
- Ben-Hur - Sam Zimbalist, producteur[1]
  - Autopsie d'un meurtre (Anatomy of a Murder) - Otto Preminger, producteur
  - Le Journal d’Anne Frank (The Diary of Anne Frank) - George Stevens, producteur
  - Au risque de se perdre (The Nun’s Story) - Henry Blanke, producteur
  - Les Chemins de la haute ville (Room at the Top) - John Woolf et James Woolf, producteurs (G.B.)

### Meilleur réalisateur
- William Wyler pour Ben-Hur
  - Jack Clayton pour Les Chemins de la haute ville
  - George Stevens pour Le Journal d’Anne Frank
  - Billy Wilder pour Certains l'aiment chaud (Some Like It Hot)
  - Fred Zinnemann pour Au risque de se perdre

### Meilleur acteur
- Charlton Heston dans Ben-Hur

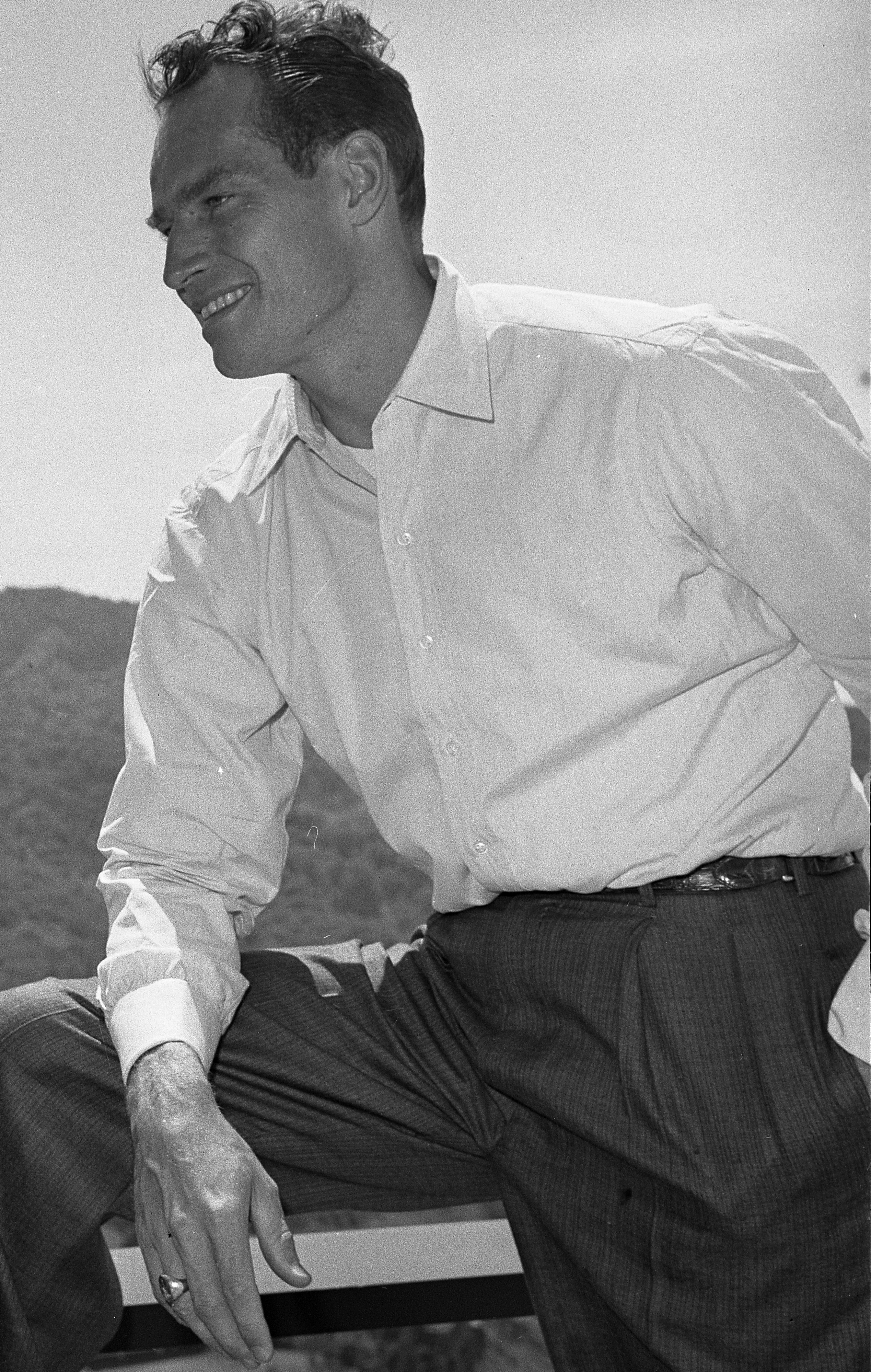
Charlton Heston 24 heures après avoir reçu son Oscar du meilleur acteur.

  - Laurence Harvey dans Les Chemins de la haute ville
  - Jack Lemmon dans Certains l’aiment chaud
  - Paul Muni dans La Colère du juste (The Last Angry Man) de Daniel Mann
  - James Stewart dans Autopsie d’un meurtre

### Meilleure actrice
- Simone Signoret dans Les Chemins de la haute ville
  - Doris Day dans Confidences sur l'oreiller (Pillow Talk) de Michael Gordon
  - Audrey Hepburn dans Au risque de se perdre
  - Katharine Hepburn dans Soudain l’été dernier (Suddenly Last Summer) de Joseph L. Mankiewicz
  - Elizabeth Taylor dans Soudain l’été dernier

### Meilleur acteur dans un second rôle
- Hugh Griffith dans Ben-Hur
  - Arthur O’Connell dans Autopsie d’un meurtre
  - George C. Scott dans Autopsie d’un meurtre
  - Robert Vaughn dans Ce monde à part (The Young Philadelphians) de Vincent Sherman
  - Ed Wynn dans Le Journal d’Anne Frank

### Meilleure actrice dans un second rôle
- Shelley Winters dans Le Journal d’Anne Frank
  - Hermione Baddeley dans Les Chemins de la haute ville
  - Susan Kohner dans Mirage de la vie (Imitation of Life) de Douglas Sirk
  - Juanita Moore dans Mirage de la vie
  - Thelma Ritter dans Confidences sur l'oreiller

### Meilleur scénario original
- Russell Rouse et Clarence Greene (histoire), Stanley Shapiro et Maurice Richlin (scénario) pour Confidences sur l'oreiller
  - François Truffaut et Marcel Moussy pour Les Quatre Cents Coups de François Truffaut (France)
  - Ernest Lehman pour La Mort aux trousses (North by Northwest)  d'Alfred Hitchcock
  - Paul King et Joseph Stone (histoire), Stanley Shapiro et Maurice Richlin (scénario) pour Opération Jupons (Operation Petticoat)  de Blake Edwards
  - Ingmar Bergman pour Les Fraises sauvages (Smultronstället) de Ingmar Bergman (Suède)

### Meilleur scénario adapté
- Neil Paterson pour Les Chemins de la haute ville
  - Wendell Mayes pour Autopsie d’un meurtre
  - Karl Tunberg pour Ben-Hur
  - Robert Anderson pour Au risque de se perdre
  - Billy Wilder et I.A.L. Diamond pour Certains l’aiment chaud

### Meilleur film en langue étrangère
- Orfeu Negro de Marcel Camus •  France
  - Le Pont (La venganza) de Bernhard Wicki •  Allemagne
  - Dorp aan de rivier de Fons Rademakers •  Pays-Bas
  - La Grande Guerre (La grande guerra) de Mario Monicelli •  Italie
  - Paw, un garçon entre deux mondes (Paw) d'Astrid Henning-Jensen •  Danemark

### Meilleure photographie

#### Noir et blanc
- William C. Mellor pour Le Journal d’Anne Frank
  - Sam Leavitt pour Autopsie d’un meurtre
  - Joseph LaShelle pour En lettres de feu (Career) de Joseph Anthony
  - Charles Lang pour Certains l’aiment chaud
  - Harry Stradling Sr. pour Ce monde à part

#### Couleur
- Robert L. Surtees pour Ben-Hur
  - Lee Garmes pour Simon le pêcheur (The Big Fisherman) de Frank Borzage
  - Daniel L. Fapp pour Millionnaire de cinq sous (The Five Pennies) de Melville Shavelson
  - Franz Planer pour Au risque de se perdre
  - Leon Shamroy pour Porgy and Bess de Otto Preminger

### Meilleure direction artistique

#### Noir et blanc
- Lyle R. Wheeler, George W. Davis, Walter M. Scott et Stuart A. Reiss pour Le Journal d’Anne Frank
  - Hal Pereira, Walter H. Tyler, Sam Comer et Arthur Krams pour En lettres de feu
  - Carl Anderson et William Kiernan pour La Colère du juste
  - Ted Haworth et Edward G. Boyle pour Certains l’aiment chaud
  - Oliver Messel, William Kellner et Scott Slimon pour Soudain l’été dernier

#### Couleur
- William A. Horning[2], Edward Carfagno et Hugh Hunt pour Ben-Hur
  - John DeCuir et Julia Heron pour Simon le pêcheur
  - Lyle R. Wheeler, Franz Bachelin, Herman A. Blumenthal, Walter M. Scott et Joseph Kish pour Voyage au centre de la terre (Journey to the Center of the Earth) de Henry Levin
  - William A. Horning, Robert F. Boyle, Merrill Pye, Henry Grace et Frank R. McKelvy pour La Mort aux trousses
  - Richard H. Riedel, Russell A. Gausman et Ruby R. Levitt pour Confidences sur l'oreiller

### Meilleurs costumes

#### Noir et blanc
- Orry-Kelly pour Certains l’aiment chaud
  - Edith Head pour En lettres de feu
  - Charles Le Maire et Mary Wills pour Le Journal d’Anne Frank
  - Helen Rose pour Un mort récalcitrant (The Gazebo) de George Marshall
  - Howard Shoup pour Ce monde à part

#### Couleur
- Elizabeth Haffenden pour Ben-Hur
  - Adele Palmer pour Rien n’est trop beau (Best of Everything) de Jean Negulesco
  - Renié pour Simon le pêcheur
  - Edith Head pour Millionnaire de cinq sous
  - Irene Sharaff pour Porgy and Bess

### Meilleur son
- Franklin E. Milton (M.G.M.) pour Ben-Hur
  - Carlton W. Faulkner (20th Century-Fox SSD) pour Voyage au centre de la terre
  - A.W. Watkins (Metro-Goldwyn-Mayer London Sound Department) pour La nuit est mon ennemie (Libel) d'Anthony Asquith
  - George Groves (Warner Bros. SSD) pour Au risque de se perdre
  - Gordon Sawyer (Samuel Goldwyn SSD) et Fred Hynes (Todd-AO SSD) pour Porgy and Bess

### Meilleure musique originale

#### Film dramatique
- Miklos Rozsa pour Ben-Hur
  - Alfred Newman pour Le Journal d’Anne Frank
  - Franz Waxman pour Au risque de se perdre
  - Ernest Gold pour Le Dernier Rivage (On the Beach) de Stanley Kramer
  - Frank De Vol pour Confidences sur l'oreiller

#### Comédie musicale
- André Previn et Ken Darby pour Porgy and Bess
  - Leith Stevens pour Millionnaire de cinq sous
  - Nelson Riddle et Joseph J. Lilley pour Li’l Abner (en) de Melvin Frank
  - Lionel Newman pour L'habit ne fait pas le moine (Say One for Me) de Frank Tashlin
  - George Bruns pour La Belle au bois dormant (Sleeping Beauty) de Clyde Geronimi

### Meilleure chanson
- James Van Heusen (musique) et Sammy Cahn (paroles) pour High Hopes dans Un trou dans la tête (A Hole in the Head) de Frank Capra
  - Alfred Newman (musique) et Sammy Cahn (paroles) pour The Best of Everything dans Rien n’est trop beau
  - Sylvia Fine pour The Five Pennies dans Millionnaire de cinq sous
  - Jerry Livingston (musique) et Mack David (paroles) pour The Hanging Tree dans La Colline des potences (The Hanging Tree) de Delmer Daves
  - Dimitri Tiomkin (musique) et Ned Washington (paroles) pour Strange Are the Ways of Love dans Californie, terre nouvelle The Young Land de Ted Tetzlaff

### Meilleur montage
- Ralph E. Winters et John D. Dunning pour Ben-Hur
  - Louis R. Loeffler pour Autopsie d’un meurtre
  - George Tomasini pour La Mort aux trousses
  - Walter Thompson pour Au risque de se perdre
  - Frederic Knudtson pour Le Dernier Rivage

### Meilleurs effets spéciaux
- A. Arnold Gillespie, Robert MacDonald et Milo Lory pour Ben-Hur
  - L.B. Abbott, James B. Gordon et Carlton W. Faulkner pour Voyage au centre de la terre

### Meilleur long-métrage documentaire
- Serengetti nicht sterben de Michael et Bernhard Grzimek (Allemagne)
  - The Race for Space de David L. Wolper (TV)

### Meilleur court métrage

#### Prises de vues réelles
- Histoire d'un poisson rouge produit par Edmond Séchan (France)
  - Between the Tides produit par Ian Ferguson
  - Mysteries of the Deep produit par Walt Disney
  - The Running Jumping & Standing Still Film produit par Peter Sellers
  - Skyscraper produit par Shirley Clarke, Willard Van Dyke et Irving Jacoby

#### Documentaire
- Glass, produit par Bert Haanstra (Hollande)
  - Donald in Mathmagic Land produit par Walt Disney
  - From Generation to Generation produit par Edward F. Cullen

#### Animation
- Moonbird produit par John Hubley
  - Mexicali Shmoes produit par John W. Burton
  - Noah’s Ark produit par Walt Disney
  - The Violinist produit par Ernest Pintoff

## Oscars spéciaux
Note : Ces récompenses furent remises plus tard dans la soirée au bal du Gouverneur de Californie à l’hôtel Hilton.

### Oscars d’honneur
- Lee De Forest pour ses inventions pionnières dans la sonorisation du cinéma
- Buster Keaton pour son apport incomparable à la comédie cinématographique.

### Jean HersholtHumanitarian Award
- Bob Hope

## Oscars scientifiques et techniques

### Oscar du mérite scientifique
- Howard S. Coleman, A. Francis Turner, Harold H. Schroeder, James R. Benford et Harold E. Rosenberger (Bausch & Lomb Optical Co.) pour la mise au point du miroir Balcold
- Robert P. Gutterman et Lipsner-Smith Corp. Pour la mise au point du nettoyant de pellicule CF-2 Ultra-Sonic Film Cleaner
- Wadsworth E. Pohl, Jack Alford, Henry Imus, Joseph Schmit, Paul Faßnacht et Al Lofquist (Technicolor Corp.) pour la mise au point d’une application d’imprimante sur pellicule
- Wadsworth E. Pohl, William Evans, Werner Hopf, S.E. Howse, Thomas P. Dixon et Stanford Research Institute (Technicolor Corp.) pour la mise au point d’une imprimante électronique à contrôle temporel
- Douglas Shearer (M-G-M, Inc.), Robert E. Gottschalk et Richard Moore (Panavision, Inc.) pour la mse au point d’un système de production et de diffusion de films au format Camera 65

### Oscar pour une contribution technique
- Ub Iwerks (Walt Disney Productions) pour la création d’une tireuse optique sur pellicule pour la mise au point d’effets spéciaux et de surimpressions
- E.L. Stones, Glen Robinson, Winfield Hubbard, Luther Newman (M-G-M Studio Construction Dept.) pour la mise au point d’un câble électrique remote-control

## Longs métrages de fiction par Oscars
Onze Oscars
- Ben-Hur

Trois Oscars
- Le Journal d'Anne Frank

Deux Oscars
- Les Chemins de la haute ville

Un Oscar
- Confidences sur l'oreiller
- Orfeu Negro
- Porgy and Bess
- Un trou dans la tête
- Certains l’aiment chaud

## Longs métrages de fiction par nominations
Douze nominations
- Ben-Hur

Huit nominations
- Le Journal d'Anne Frank
- Au risque de se perdre

Sept nominations
- Autopsie d’un meurtre

Six nominations
- Les Chemins de la haute ville
- Certains l’aiment chaud

Cinq nominations
- Confidences sur l'oreiller

Quatre nominations
- Millionnaire de cinq sous
- Porgy and Bess

Trois nominations
- Soudain l’été dernier
- Ce monde à part
- La Mort aux trousses
- En lettres de feu
- Simon le pêcheur
- Voyage au centre de la terre

Deux nominations
- Mirage de la vie
- Le Dernier Rivage
- Rien n’est trop beau
- La Colère du juste

Une nomination
- Un mort récalcitrant
- La nuit est mon ennemie
- Li'l Abner
- L'habit ne fait pas le moine
- La Belle au bois dormant
- Un trou dans la tête
- La Colline des potences
- Californie, terre nouvelle
- Les Quatre Cents Coups
- Opération Jupons
- Les Fraises sauvages
- Orfeu Negro
- Le Pont
- La Grande Guerre
- Paw, un garçon entre deux mondes
- Dorp aan de rivier